# Whiston (Merseyside)
Whiston – wieś w Anglii, w hrabstwie ceremonialnym Merseyside, w dystrykcie metropolitalnym Knowsley. Leży 13 km na wschód od centrum Liverpool i 279 km na północny zachód od Londynu. W 2001 miejscowość liczyła 13 629 mieszkańców.